# Casa di Perry Hannah
La Casa di Perry Hannah è una storica residenza vittoriana situata a Traverse City nel Michigan. Nel 1972 è stata inserita nel registro nazionale dei luoghi storici.

## Storia
Perry Hannah nacque nel 1824 nella contea di Erie da E. L. e Ann Hannah. Nel 1837 gli Hannah traslocarono nella contea di St. Clair nel Michigan. Ben presto Perry iniziò a lavorare nel settore della fluitazione, trasportando tronchi da Port Huron a Detroit. Nel 1850 Perry, sfrruttando l'esperienza fino ad allora maturata nel settore, entrò in società con A. Tracy Lay e James Morgan, fondando la Hannah, Lay, and Co. Nel 1851 l'azienda comprò dei terreni nei pressi di Traverse City e iniziò a trasportare tronchi.
Nel 1852 Perry Hannah sposò Ann Amelia Flynn, con la quale ebbe tre bambini. Nel 1854 gli Hannah si stabilirino definitivamente a Traverse City, dove Hannah riuscì a guidare la propria azienda, la Hannah, Lay, and Co. verso un grande successo economico, espandendosi nel settore bancario, immobiliare e della vendita al dettaglio e all'ingrosso. Verso il 1890 la Hannah, Lay, and Co. aveva un valore di decine di milioni di dollari.
La Casa di Perry Hannah venne progettata nel 1891 dall'architetto W. G. Robinson di Grand Rapids. Completata nel 1893, Hannah utilizzò l'abitazione durante gli anni della sua pensione, vivendovi fino alla sua morte, sopraggiunta nel 1904. La villa passò quindi nelle mani di sua nuora, Elsie Hannah. Anni dopo, non potendosi permettere il mantenimento della casa, Elsie Hannah decise di demolirla. Tuttavia, appurato che anche la demolizione si sarebbe dimostrata troppo costosa, la villa venne donata alla Legione americana. La Legione la rivendettero quindi al proprietario della Weaver's Funeral Home, il quale la rese atta ad ospitare una camera mortuaria, senza tuttavia fare quasi alcuna modifica all'edificio originale. Dal 1976 la villa è invece utilizzata e curata dalla Reynolds-Jonkhoff Funeral.

## Descrizione
La Casa di Perry Hannah occupa un grande doppio lotto all'angolo tra la Sesta Strada Pine Street. Si presenta come un edificio di stile Regina Anna di tre piani dalla forma asimmetrica con una torretta rotonda angolare. Un grande portico circonda il piano rialzato.
L'interno presenta 40 stanze distribuite du 4 livelli per un totale di 1.300 m2. Sono presenti dieci caminetti, otto dei quali decorati con mattonelle veneziane realizzate a mano.